# Xã Cedar Valley, Quận St. Louis, Minnesota
Xã Cedar Valley (tiếng Anh: Cedar Valley Township) là một xã thuộc quận St. Louis, tiểu bang Minnesota, Hoa Kỳ. Năm 2010, dân số của xã này là 195 người.